# Nils-Erik Haglund
Nils-Erik Haglund (* 19. Juni 1893 in Stockholm; † 19. März 1921 in Glasgow, Vereinigtes Königreich) war ein schwedischer Schwimmer.

## Karriere
Haglund nahm 1912 an den Olympischen Spielen in Stockholm teil. Hier scheiterte er im Wettbewerb über 400 m Freistil als Vierter seines Vorlaufs am Halbfinaleinzug.